# Tapia de Casariego
Tapia de Casariego (Eonavian: Tapia) là một đô thị trong cộng đồng tự trị của Công quốc Asturias, Tây Ban Nha.

## Giáo khu
- Campos y Salave
- La Roda
- Serantes
- Leonardo Tapia